# Crețeștii de Sus
Crețeștii de Sus – wieś w Rumunii, w okręgu Vaslui, w gminie Crețești. W 2011 roku liczyła 669 mieszkańców.